# Didymos z Aleksandrii
Didymos z Aleksandrii (gr. Δίδυμος) (ur. ok. 65 r. p.n.e., zm. ok. 10 r. n.e.) – gramatyk i filolog grecki działający w Aleksandrii.
Był niezwykle płodnym autorem licznych prac. Przypisuje mu się autorstwo 3500 (4000?) pism. W uznaniu jego pracowitości zyskał przydomek Chalkénteros (dosł. o spiżowych wnętrznościach). Prace jego można podzielić na komentarze oraz prace leksykograficzne. 
Był komentatorem utworów niemal wszystkich poetów greckich. Opracował objaśnienia do Hezjoda, Pindara, tragików i komediopisarzy greckich. Zajmował się recenzją Iliady i Odysei Arystarcha z Samotraki. Wydawał i komentował mówców attyckich, m.in. Demostenesa, Ajschinesa, Hyperejdesa. Wśród jego licznych prac na uwagę zasługuje traktat O przysłowiach (Пερί παροιμιōν) – dzieło opracowane w trzynastu księgach i poświęcone przysłowiom. Dedykowane autorom zajmującym się tą tematyką, wykorzystano je w późniejszych anonimowych zbiorach przysłów greckich. Stanowiło ważne źródło zachowanego zbioru paremiografów. 
Zaginione pisma Didymosa miały szczególne znaczenie dla późniejszych leksykografów i komentatorów, czerpiących z nich informacje o badaniach wielkich filologów aleksandryjskich, np. Arystarcha z Samotraki, Zenodota z Efezu, Arystofanesa z Bizancjum; do naszych czasów dotrwały one w postaci scholiów w rękopisach bizantyjskich. Z twórczości Didymosa zachowały się jedynie fragmenty komentarzy do dzieł Homera i Demostenesa oraz rozprawy o przysłowiach.